# Love and Honey
Singles de Kumi Kōda
Crazy 4 U
(2004) Chase
(2004)
Love and Honey (stylisé en LOVE & HONEY) est le 11e single de Kumi Kōda sorti sous le label Rhythm Zone le 26 mai 2004 au Japon. Il atteint la 4e place du classement de l'Oricon. Il se vend à 34 681 exemplaires la première semaine, et reste classé pendant 35 semaines, pour un total de 150 634 exemplaires vendus. C'est le premier single de Kumi Kōda à sortir en format CD et CD+DVD.
Les quatre chansons du single ont été utilisées pour le film Cutie Honey sorti en 2004. La chanson Cutie Honey se trouve sur l'album Feel My Mind et Secret, ainsi que sur la compilation Best: First Things et sur les deux albums remix, Koda Kumi Driving Hit's et Koda Kumi Driving Hit's 2.

## Liste des titres
| 1. | Cutie Honey (キューティーハニー)                                              | Claude Q.                | Takeo Watanabe, H-Wonder | 3:08 |
| 2. | The theme of Sister Jill (~Love & Honey version~ sur la version CD seulement) | Kumi Kōda, Sachi Bennett | Harutoshi Noda           | 1:12 |
| 3. | Yogiri no Honey (夜霧のハニー)                                                | Akira Itō                | Takeo Watanabe           | 3:46 |
| 4. | Into your heart                                                               | Miki Watanabe            | Miki Watanabe            | 4:20 |
| 5. | Cutie Honey (Instrumental) (キューティーハニー)                               |                          | Takeo Watanabe, H-Wonder | 3:07 |
| 6. | Into your heart (Instrumental)                                                |                          | Miki Watanabe            | 4:16 |

| 1. | Cutie Honey (キューティーハニー) | 3:08 |